# Giorgi Nakaszydze
Giorgi Nakaszydze (ur. 1890 r., zm. w 1991 r. w USA) – gruziński emigracyjny językoznawca, działacz ruchu prometejskiego, przewodniczący Komitetu Kaukaskiego podczas II wojny światowej.
Pochodził z gruzińskiego rodu książęcego. Służył w armii rosyjskiej. W 1914 r. awansował do stopnia sztabskapitana. Następnie pełnił obowiązki agenta wojennego Rosji w Belgii i Holandii. Po wybuchu rewolucji bolszewickiej 1917 r. pozostał na emigracji. Do pocz. 1921 r. reprezentował interesy Demokratycznej Republiki Gruzji w różnych krajach Europy. Następnie zamieszkał w Polsce. Stał się jednym z głównych członków diaspory gruzińskiej. Od II poł. lat 20. był pracownikiem naukowym Instytutu Wschodniego i utworzonej przy nim Szkoły Wschodoznawczej w Warszawie. Wykładał też na Uniwersytecie Warszawskim. W 1927 r. został wiceprzewodniczącym Klubu Prometeusz w Warszawie. Zaangażował się w działalność ruchu prometejskiego. Podczas okupacji niemieckiej zmienił w 1940 r. Gregori Alszibaję na stanowisku przewodniczącego Komitetu Kaukaskiego. Współpracował z Gruzińskim Komitetem Narodowym w Berlinie. Po zakończeniu II wojny światowej wyemigrował do USA.